# Hippopsicon luteolum
Hippopsicon luteolum är en skalbaggsart som beskrevs av Max Quedenfeldt 1882. Hippopsicon luteolum ingår i släktet Hippopsicon och familjen långhorningar.
Artens utbredningsområde är:
- Angola.
- Gabon.
- Nigeria.

Inga underarter finns listade i Catalogue of Life.